# 無綫電視財經新聞
《財經新聞》（英語：Financial News）是香港電視廣播有限公司新聞及資訊部製作的財經新聞報道節目，由翡翠台播出，於1987年3月9日正式開始啟播，節目形式與《今日財經》相近。主要講述當日香港以及國際詳細重點財經新聞。
香港其他電視台同類節目有香港有線電視財經資訊台的《有線財經》和Now財經台的《now財經新聞》

## 播放時間
香港早晨財經（無綫新聞台聯播）：06:15、06:45、07:15、07:45、08:15、08:45

午間財經：13:15-13:20

財經新聞：17:50

## 節目內容
（節目內容主要在收市後簡述及總結每日市況）
1. 總結當日市況（2分鐘）
2. 香港本地財經新聞（3分鐘）

## 節目名稱
《財經新聞》在的名稱原為《財經消息》，1993年6月14日起，改稱《財經新聞》。

## 播映安排
1987年3月9日啟播開始，曾安排在《六點半新聞報道》後，於星期一至五18:50播出，而主題音樂《Power Surges 5》由開播起一直採用至今（並且與《今日財經》及明珠台《財經消息》相同）。
1989年10月9日起，改為18:20播出。
1992年起，開場時背景音樂聲調略為調高，並沿用至今。
1993年6月14日起，改名為《財經新聞》後，播放時間改為18:15。
1995年9月18日起，改為17:55播出。
1996年2月26日起，改為17:50播出。
2002年9月23日起，改為18:15播出。
2003年5月5日起，播放時間再度改為17:50，並維持至今。
2008年7月14日起，《財經新聞》節目改用16:9技術製作。同日起，報價系統亦更改其背景顏色至灰藍色。
2009年8月17日起，為配合新增的《七點新聞報道》，高清翡翠台、互動新聞台及TVB新聞台於星期一至五19:20重播《財經新聞》，但當時的外幣匯價及即時財經消息部分則因為延時問題而被刪走，同一部分就改播由Thomson Reuters自動產生的即時外幣匯價/期貨及指數資訊。
2012年3月12日起，互動新聞台及TVB新聞台取消與高清翡翠台聯播《財經新聞》。
若星期一至五當日為世界各主要國家的休市日，《財經新聞》將會暫停播映，而《七點新聞報道》亦會相應延長其播映時間，原時段亦會改為播放《超級勁歌推介》或最近播放電視劇的主題曲的MV。
2015年9月14日起，因《七點新聞報道》取消播映，《財經新聞》亦不再於高清翡翠台播出。
2017年8月15日起，因應無綫財經台啟播，該節目的廠景改為無綫財經台的全新財經節目的錄影廠。
2020年4月13日起，更換全新片頭。

## 外部連結
- 無綫電視網站 - 財經新聞 （页面存档备份，存于）